# Sigapatella tenuis
Sigapatella tenuis is een slakkensoort uit de familie van de Calyptraeidae. De wetenschappelijke naam van de soort is voor het eerst geldig gepubliceerd in 1867 door Gray.